# Darío Brizuela
Darío Brizuela Arrieta (San Sebastián, 8 de noviembre de 1994) es un jugador de baloncesto español, que pertenece a la plantilla del FC Barcelona de la Liga ACB. Con 1,88 metros de estatura, juega en la posición de base y escolta.

## Trayectoria
Formado en la cantera del CB Easo de San Sebastián, destacó en el campeonato de España junior en 2011.
En 2011 firma por la cantera del CB Estudiantes, equipo que compagina con el EBA donde disputa 13 partidos.
En la temporada siguiente, Brizuela juega en el equipo de EBA, consiguiendo el ascenso a LEB Plata.  En esta temporada igualmente disputa 2 partidos con el primer equipo en ACB.
En la 2013/14 Brizuela vuelve a jugar en el Estudiantes de EBA puesto que el club madrileño no hace efectivo el ascenso a Plata, compaginando este equipo con el ACB donde disputa 5 partidos de Liga ACB.
En 2014, el CB Peñas Huesca recibe la cesión del jugador donde realizaría una gran temporada, para volver en las dos últimas jornadas de Liga ACB, donde jugaría con el Club Baloncesto Estudiantes. En la cuarta jornada de la temporada 2015-16 es el jugador más valorado al conseguir 25 puntos, 6 de 6 en triples, 4 robos de balón y 33 de valoración.
En la temporada 2019-20, se convierte en jugador del Unicaja de Málaga.
Tras cuatro temporadas en Málaga, en julio de 2023 firma por el FC Barcelona, tras abonar la cláusula que le unía al club malagueño hasta 2026.
Estudia Psicología en la Universidad Internacional de La Rioja.

### Selección nacional
Ha sido internacional con España en categorías de formación. [actualizar]
En septiembre de 2022, fue parte del combinado absoluto español que participó en el EuroBasket 2022, donde ganaron el oro, al vencer en la final a Francia.
Durante agosto y septiembre de 2023 fue integrante de la selección de España que participó en el Mundial de 2023 celebrado en Asia, y que finalizó en noveno lugar.
Entre julio y agosto de 2024 fue parte de la selección absoluta de España, que disputó los Juegos Olímpicos de París, finalizando en décima posición.

## Logros y reconocimientos

### Clubes
- Copa del Rey (1): 2023.

### Selección nacional
- Medalla de oro en el EuroBasket de 2022 en Alemania.
- Medalla de plata en el EuroBasket Sub-20 de 2014 en Grecia.

### Individual
- Mejor quinteto Liga de Campeones (2023)